# Vendry Mofu
 Vendry Ronaldo Mofu (sinh ngày 10 tháng 9 năm 1989) là một cầu thủ bóng đá người Indonesia hiện tại thi đấu ở vị trí tiền vệ cho câu lạc bộ tại Liga 1 Bhayangkara.

## Sự nghiệp
Ngày 3 tháng 11 năm 2014, anh lại ký hợp đồng với Semen Padang.

## Sự nghiệp quốc tế
Vendry Mofu có lần đầu tiên ra sân và ghi bàn trước CHDCND Triều Tiên ngày 10 tháng 9 năm 2012. 

Bàn thắng của Indonesia liệt kê đầu tiên.
| Số lần khoác áo và bàn thắng quốc tế | Số lần khoác áo và bàn thắng quốc tế | Số lần khoác áo và bàn thắng quốc tế                      | Số lần khoác áo và bàn thắng quốc tế | Số lần khoác áo và bàn thắng quốc tế | Số lần khoác áo và bàn thắng quốc tế | Số lần khoác áo và bàn thắng quốc tế |
| #                                    | Thời gian                            | Địa điểm                                                  | Đối thủ                              | Kết quả                              | Giải đấu                             | Bàn thắng (Total)                    |
| ------------------------------------ | ------------------------------------ | --------------------------------------------------------- | ------------------------------------ | ------------------------------------ | ------------------------------------ | ------------------------------------ |
| 2012                                 |                                      |                                                           |                                      |                                      |                                      |                                      |
| 1                                    | 10 tháng 9                           | Sân vận động Gelora Bung Karno, Jakarta                   | CHDCND Triều Tiên                    | 0–2                                  | SCTV Cup 2012                        |                                      |
| 2                                    | 15 tháng 9                           | Sân vận động Gelora Bung Tomo, Surabaya                   | Việt Nam                             | 0–0                                  | Giao hữu                             |                                      |
| 3                                    | 26 tháng 9                           | Sân vận động Sultan Hassanal Bolkiah, Bandar Seri Begawan | Brunei                               | 5–0                                  | Giao hữu                             | 1 (1)                                |
| 4                                    | 16 tháng 10                          | Sân vận động Quốc gia Mỹ Đình, Hà Nội                     | Việt Nam                             | 0–0                                  | Giao hữu                             |                                      |
| 5                                    | 25 tháng 11                          | Sân vận động Quốc gia Bukit Jalil, Kuala Lumpur           | Lào                                  | 2–2                                  | AFF Cup 2012                         | 1 (2)                                |
| 6                                    | 28 tháng 11                          | Sân vận động Quốc gia Bukit Jalil, Kuala Lumpur           | Singapore                            | 1–0                                  | AFF Cup 2012                         |                                      |
| 7                                    | 1 tháng 12                           | Sân vận động Quốc gia Bukit Jalil, Kuala Lumpur           | Malaysia                             | 0–2                                  | AFF Cup 2012                         |                                      |
| 2013                                 |                                      |                                                           |                                      |                                      |                                      |                                      |
| 8                                    | 31 tháng 1                           | Sân vận động Quốc tế Amman, Amman                         | Jordan                               | 0–5                                  | Giao hữu                             |                                      |
| 9                                    | 6 tháng 2                            | Sân vận động Al-Rashid, Dubai                             | Iraq                                 | 0–1                                  | Vòng loại Cúp bóng đá châu Á 2015    |                                      |
| 10                                   | 7 tháng 6                            | Sân vận động Gelora Bung Karno, Jakarta                   | Hà Lan                               | 0–3                                  | Giao hữu                             |                                      |
| 11                                   | 15 tháng 10                          | Sân vận động Gelora Bung Karno, Jakarta                   | Trung Quốc                           | a–1                                  | Vòng loại Cúp bóng đá châu Á 2015    |                                      |

## Thống kê
Tính đến 14 tháng 5 năm 2012.
| Đội bóng     | Mùa giải  | Giải vô địch | Giải vô địch | Cúp quốc gia | Cúp quốc gia | Giải châu Á1 | Giải châu Á1 | Giải đấu khác2 | Giải đấu khác2 | Tổng cộng | Tổng cộng |
| Đội bóng     | Mùa giải  | Số trận      | Bàn thắng    | Số trận      | Bàn thắng    | Số trận      | Bàn thắng    | Số trận        | Bàn thắng      | Số trận   | Bàn thắng |
| ------------ | --------- | ------------ | ------------ | ------------ | ------------ | ------------ | ------------ | -------------- | -------------- | --------- | --------- |
| Semen Padang | 2010–11   | 25           | 4            | 0            | 0            | 0            | 0            | –              | –              | 25        | 4         |
| Semen Padang | 2011–12   | 13           | 4            | 0            | 0            | 0            | 0            | –              | –              | 13        | 4         |
| Tổng cộng    | Tổng cộng | 38           | 8            | 0            | 0            | 0            | 0            | 0              | 0              | 38        | 8         |

## Danh hiệu
Semen Padang
Winner
- Indonesia Premier League: 2011–12
- Indonesian Community Shield: 2013